# Ram It Down
Ram It Down är ett musikalbum av Judas Priest, utgivet den 17 maj 1988. Innan gruppen gick in i studion med Tom Allom rapporterades det i media att de hade de varit i studion med dåtidens största producent-trio, Stock, Aitken and Waterman Dessa arbetade med artister som Rick Astley, Samantha Fox, Bananarama m.fl. vilket gjorde många Judas Priest fans oroliga. De spelade in tre låtar, en cover på Stylistics hit You Are Everything (som numera finns på Youtube)md, och Stock-Aitken-Waterman-låtarna Runaround och I Will Return där den sistnämnda även spelades in av Jason Donovan utan att ges ut. Dessa inspelningar färdigställdes och mixades men har inte publicerats och sägs vara i Judas Priest ägo. Glenn Tipton la även solon åt en annan S-A-W artist, Samantha Fox, och är krediterad på en låt Spirit of America på albumet Just One Night.  
Bandets management (Trinifold, med Bill Curbishley och Jayne Andrews i spetsen) beslutade dock att inte ge ut detta material, och bandet gjorde i stället en traditionell hårdrocks-skiva som delvis var en tillbakagång till det gamla hårdare soundet, men med inslag av vissa av dåtidens moderna hjälpmedel som trummaskiner och sequenzers. Flera av låtarna inklusive titelspåret och de två sista hade nämnts som kandidater för föregående albumet Turbo 2 år tidigare. Första singeln var en cover av Chuck Berry's klassiker Johnny B. Goode som också var med på soundtracket till filmen med samma namn.

## Låtförteckning
Sida 1
1. "Ram It Down" - 4:47
2. "Heavy Metal" - 5:57
3. "Love Zone" - 3:59
4. "Come and Get It" - 4:06
5. "Hard As Iron" 4:08

Sida 2
1. "Blood Red Skies" - 7:49
2. "I'm a Rocker" - 3:58
3. "Johnny B. Goode" - 4:37
4. "Love You to Death" - 4:36
5. "Monsters of Rock" - 5:29